# Олександра Іванівна
Олександра Іванівна (Василівна) (рід — Воронцови-Вельямінови, ? — 26 грудня 1364) — велика княгиня московська (із 1353 року).

## Життєпис
Княгиня Олександра вийшла заміж за Івана Красного у 1345 році. Від цього шлюбу було троє дітей:
- Дмитро Донський (1350 — 1389);
- Анна (пом. 1399) — Велика Князівна Московська, дружина Дмитра Михайловича Боброк-Волинського;
- Іван Іванович Малий (1354 — 1364).

Постриглася у черниці. Прийняла ім'я — Марія. Померла 26 грудня 1364 р.